# Jorge de Moscou
Jorge ou Iuri de Moscou (português brasileiro) ou Moscovo (português europeu) ou Jorge III ou Iuri III de Vladimir, nascido Jorge (português brasileiro) ou Iuri Danilovitch (português europeu) (em russo: Юрий Данилович; romaniz.: Iúriy Danilovitch; 1281 – Sarai, 21 de novembro de 1325), foi grão-príncipe de Moscou de 1303 a 1325 e Grão-príncipe de Vladimir de 1318 a 1322.

## Biografia
Jorge foi o primogênito de Daniel, o primeiro príncipe de Moscou. A sua primeira ação importante foi defender Pereslávia contra o grão-príncipe André III. Com a morte de André no ano seguinte, Jorge teve que aceitar o título de grão-príncipe de Vladimir junto com Miguel de Tver. Enquanto os tvérios sitiavam Pereslávia e até mesmo Moscou, Miguel foi até a Horda Dourada, onde o cã elevou-o para uma posição de maior importância entre os príncipes russos.
Enquanto isso, Jorge preparou o assassinato do príncipe Constantino de Riazã. Este monarca havia sido capturado pelo pai de Jorge em 1302 e ficou encarcerado em Moscou a partir de então. Enquanto Riazã se recuperava de tal atrocidade, Jorge anexou o forte de Kolomna (um ponto estratégico de Riazã) para a Moscóvia. Também capturou Mojaisk, que sempre pertenceu aos príncipes de Esmolensco. Em 1314, Jorge forjou uma aliança com Novogárdia contra Tver. Assim, ele estaria forte o suficiente para desafiar Miguel de Tver, que estava aliado à Horda.
Em 1315, Jorge foi até a Horda Dourada e, após dois anos, conseguiu uma aliança com Usbeque Cã. Após o seu casamento com a irmã do cã, Konchaka, Usbegue Cã depôs Miguel e nomeou Jorge como Grão-Duque de Vladimir. Voltou para a Rússia com forças Mongóis e desafiou Tver. No entanto, o exército de Jorge foi derrotado e o seu irmão Bóris e a sua esposa foram feitos prisioneiros. Logo a seguir, ele foi para Novogárdia e suplicou por paz. Neste mesmo tempo, a sua esposa falece inesperadamente em Tver. Jorge informou ao cã que ela havia sido envenenada por ordem de Miguel. O Cã amaldiçoou o príncipe em Sarai e, depois de uma tentativa, Miguel foi assassinado.
Em 1319, Jorge retornou à Rússia, odiado por outros príncipes e com baixa popularidade. Ele era agora encarregado de recolher os tributos de toda a Rússia para a Horda. Porém, o filho de Miguel, Demétrio, ainda lhe opunha. Em 1322, Demétrio, buscando vingança pelo assassinato do seu pai, foi até Sarai e persuadiu o cã de que Jorge se apropriara de grandes porções dos tributos para a Horda. Jorge foi amaldiçoado pela Horda, mas, sem que houvesse investigações maiores, foi morto por Demétrio. Oito meses depois, Demétrio foi assassinado pela Horda.
Pouco antes de sua morte, Jorge liderou o exército de Novogárdia contra os Suecos e fundou um forte próximo ao Rio Neva. Após assinar o Tratado de Orekhovo em 1323, continuou suas expansões pelo leste e conquistou Velikiy Ustyug neste mesmo ano.